# Sinopodisma guizhouensis
Sinopodisma guizhouensis är en insektsart som beskrevs av Zheng, Z. 1981. Sinopodisma guizhouensis ingår i släktet Sinopodisma och familjen gräshoppor. Inga underarter finns listade i Catalogue of Life.